# Groote Slink
De Groote Slink is een landgoed en natuurgebied in de gemeente Sint Anthonis dat bezit is van het Brabants Landschap. Het heeft een oppervlakte van 186 ha.

## Geschiedenis
Nadat de Enschedese zakenman Abraham Ledeboer zeer goedkoop 1200 ha woeste grond in de Peel had gekocht, wees hij de gebroeders Roelvink, die Twentse bankiers waren, op deze mogelijkheid. De gemeenten verkochten deze grond om geld in kas te krijgen. Vanaf 1903 kochten Adam en Jan-Berent Roelvink 1050 ha grond op. De Groote Slink en de Bunthorst werden in 1907 aangekocht. De ontginningswerkzaamheden werden uitgevoerd door de Nederlandse Heidemaatschappij.
Van 1910 tot 1917 werd landgoed de Groote Slink aangelegd in opdracht van Adam Roelvink door landschapsarchitect Leonard Springer. Deze legde een landgoed aan in Engelse landschapsstijl. De architect maakte gebruik van de natuurlijke glooiingen om dit nieuwe landschap vorm te geven.
Er werd een villa gebouwd die ooit Groote Slink heette maar tegenwoordig Bronlaak wordt genoemd. Vanuit deze villa lopen twee zichtassen in de vorm van kaarsrechte lanen. De één heet de Long Walk en de ander de Düsseldorfer Allee. De laatste is een kopie van de Königsallee in Düsseldorf, toen een statige laan, nu een drukke winkelstraat. Zowel de lengte van de laan als de afstanden tussen de bomen zijn gelijk aan die van het Duitse voorbeeld. De bomen zijn Inlandse eiken, maar er staan drie Moeraseiken tussen.

## Cultuurmonumenten
De Justitieplaats was de plaats waar, in naam van de Vrije Hoge Heerlijkheid Oploo, van 1500-1790 de veroordeelden werden opgehangen aan de takken van een eik. Mensen die voor justitie van elders moesten vluchten zochten soms hun toevlucht in de onherbergzame Peel, waar de heer af en toe klopjachten hield en deze mensen ter dood veroordeelde.
Andere cultuurmonumenten zijn de Slinkvijver, een tot een meanderende beek vergraven ven, en een ijskelder, die tegenwoordig tot verblijfplaats voor vleermuizen dient. Verder is er een theekoepel. IJskelder en theekoepel kregen in 2000 de status van rijksmonument.
Enkele arbeiderswoningen zijn ontworpen door Karel Muller, een architect die beïnvloed is door de jugendstil.
Ten slotte is er nog de grafkelder waar Adam Roelvink en zijn vrouw Christine Willink zijn begraven.
In 1948 heeft Adams dochter Willy Roelvink het landhuis en een stuk grond van 25 ha geschonken aan een aantal jonge mensen die de Stichting Bronlaak hebben opgericht. Deze begeleidt verstandelijk gehandicapten op antroposofische grondslag. Op het terrein is daartoe een aantal gebouwen neergezet deels in antroposofische architectuur. Tot dit terrein behoort ook de symmetrisch aangelegde tuin van het landhuis en de moestuin, waarin biologisch-dynamisch wordt getuinierd door de bewoners van de stichting.
Sedert de jaren 60 van de 20e eeuw is de rest van het landgoed aan de Stichting Brabants Landschap geschonken. Deze stichting heeft ongeveer de helft van de bezittingen van de gebroeders Roelvink verkregen. De andere helft bestaat voornamelijk uit landbouwgrond, want de ontginners hebben 10 boerderijen gesticht.
Medewerkers van Bronlaak hebben met kinderen van De Vrije School uit de regio een replica gebouwd van een rietgedekte lemen schaapskooi zoals die vroeger in de streek voorkwam.

## Natuur
De Groote Slink is heel afwisselend en bezit naast de Slinkvijver een afwisseling van heideveld, poelen, loofbossen en weilanden. De benaming Slink wijst op Slenk of laaggelegen terrein.
Het gebied is vrij toegankelijk en er zijn wandelingen uitgezet die uiteraard ook langs de cultuurmonumenten voeren.
Grenzend aan de Groote Slink vindt men het landgoed de Bunthorst.

## Externe bron
- Vliegden bij de Justitieplaats